# کونان اوبراین
کونان کریستوفر اوبراین (به انگلیسی: Conan Christopher O'Brien) متولد ۱۹۶۳ از شخصیت‌های مشهور تلویزیونی آمریکا است. اوبراین که در بوستون متولد شده، دانش‌آموخته دانشگاه هاروارد بوستون است.
او مجری برنامه کونان (تاک شو) بود که از سال ۲۰۱۰ تا ۲۰۲۱ از شبکه تی بی اس پخش می‌شد.
او قبلاً، مجری برنامه امشب با کانن اوبراین بود که از شبکه ان بی سی و از لس آنجلس پخش می‌شد.
وی قبل تر مجری شبانگاهی برنامه تلویزیونی آخر شب با کانن اوبراین از شبکه سراسری ان بی سی بود (که برنده جایزه امی نیز شد). این برنامه از شهر نیویورک به‌طور زنده پخش می‌گردید.
او پیش از این نیز در نویسندگی برنامه کارتونی سیمپسون‌ها نقش داشت و شخصاً اذعان داشته که این کارتون تلویزیونی زندگی او را متحول ساخته.
کونان در سال ۲۰۲۵ مجری نود و هفتمین دوره جوایز اسکار بود و در همین سال به عنوان برندهٔ جایزه مارک تواین اعلام شد.

## انتقال از NBC به TBS در ۲۰۱۰
کونان اوبراین پس از درگیری با تلویزیون ان بی سی بر سر تداخل برنامه تلویزیونی او با جی لنو در سال ۲۰۱۰ از این شبکه شکایت کرده و طبق گفته‌ها ۴۵ میلیون دلار غرامت گرفت و این شبکه را ترک گفت.
وی از سال ۱۹۹۳ در برنامه آخر شب با کانن اوبراین در شبکه سراسری ان بی سی فعالیت داشت و برنامه‌های ویژه شبکه ان بی سی را نیز مجری گری می‌کرد. جی لنو در آن زمان مجری برنامه امشب با جی لنو بود که قبل از برنامه آخر شب با کانن اوبراین روی آنتن می‌رفت. لنو در آن زمان به عنوان مجری اصلی و قدیمی تر تلویزیون ان بی سی شناخته می‌شد.
در سال ۲۰۰۴ لنو در یکی از قسمت‌های برنامه خود قول داد که در سال ۲۰۰۹ خودرا بازنشسته و برنامه خود را به کانن اوبراین بدهد.
بدین صورت سنت برنامه امشب ان بی سی که سال‌هاست توسط نسل‌های پی در پی از مجریان این شبکه اداره می‌شود را زنده نگه داشته و آن را به مجری جوانتر بسپارد.
اما با فرارسیدن سال ۲۰۰۹ لنو با بدقولی بر حفظ خود در ان بی سی پافشاری کرد و با اینکه برنامه امشب توسط مدیران ان بی سی به کونان سپرده شد، لنو با اصرار به مسئولان شبکه، آن‌ها را مجاب کرد که شو جدیدی در شبکه ان بی سی در ساعت ۹ شب برای او در نظر بگیرند که باعث تداخل برنامه ها(en:2010 Tonight Show conflict) شد.
نتیجه سماجت لنو این بود که آمار بیننده‌های هردو برنامه و به تبع آن آمار بیننده‌های تلویزیون ان بی سی افت کرد و همچنین برنامه‌های دیگر از جمله برنامه‌های خبری و ورزشی شبکه نیز برای پخش با مشکل روبرو شدند.
در نهایت مدیران شبکه تصمیم به تغییر ساعات شوهای هردو مجری کردند به گونه ای که زمان پخش برنامه کونان به ۱۲:۱۰ بامداد تغییر می‌کرد!
سرانجام کانن اوبراین پیشنهاد انتقال برنامه تلویزیونی اش به ساعت ۱۲:۱۰ بامداد از سوی مدیران ان بی سی را نپذیرفت و پس از ۱۶ سال فعالیت مجری گری در مراسم‌های مختلف و برنامه تلویزیونی آخر شب با کانن اوبراین مجبور به ترک این شبکه شد.
این مشکلات به علت سماجت لنو بر بازنشسته نشدن به وجود آمده بود و همه این را می‌دانستند اما وی در یک مصاحبه از مردم خواست که کونان را سرزنش نکنند! و این مشکلات تقصیر کونان نیست!
دیوید لترمن که در آن زمان مجری تاک شو شبکه سی بی اس بود در اظهار نظر به این حرف لنو گفت:" نگران نباش، کسی هرگز کونان را مقصر ندانسته بود! همه می‌دانند که کونان مقصر نیست. هنگامی که از تو (لنو) می‌خواهند از جایی بروی نباید بگویی من اینجا می‌مانم که شاید به من نیاز داشتید. لنو باید شبکه را ترک می‌کرد! " 
کانن اوبراین پس از جدا شدن از NBC به شبکه TBS که شبکه ای در تلویزیون کابلی عادی است رفت و برنامه جدیدی با نام کونان اوبراین (یا به اختصار CoCo) راه اندازی کرد و که تا ژوئن سال ۲۰۲۱ بر روی آنتن این شبکه بود.

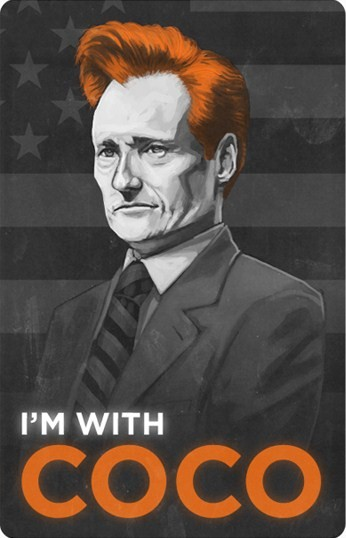
گالری تصاویر Conan O'brian  - کونن اوبراین پس از ترک تلویزیون ان‌بی‌سی طرفداران خود را حفظ کرد و موفقیت خودرا تکرار کرد
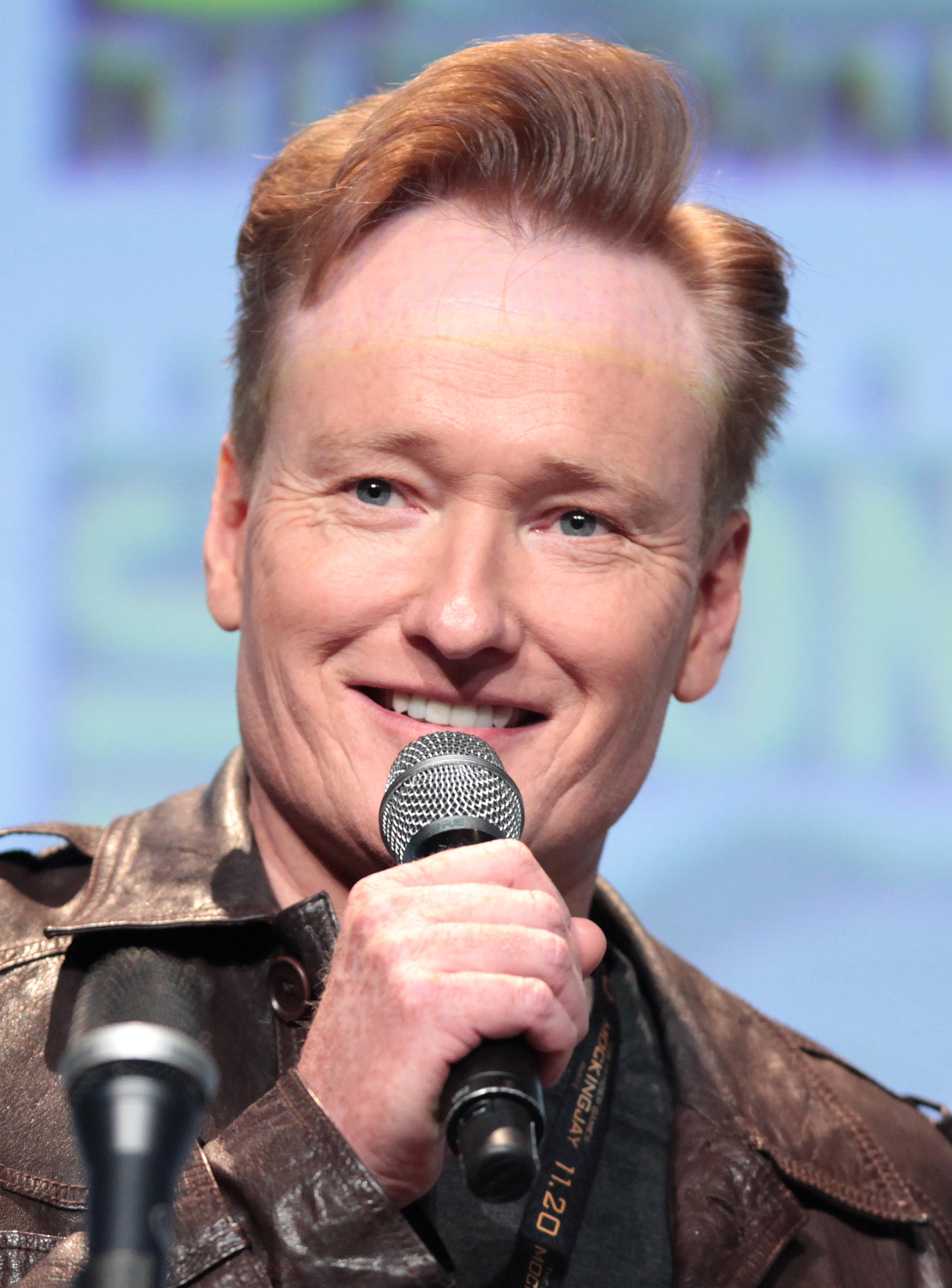
conan christopher o'brien در حال سخنرانی در مراسم کامیک ان
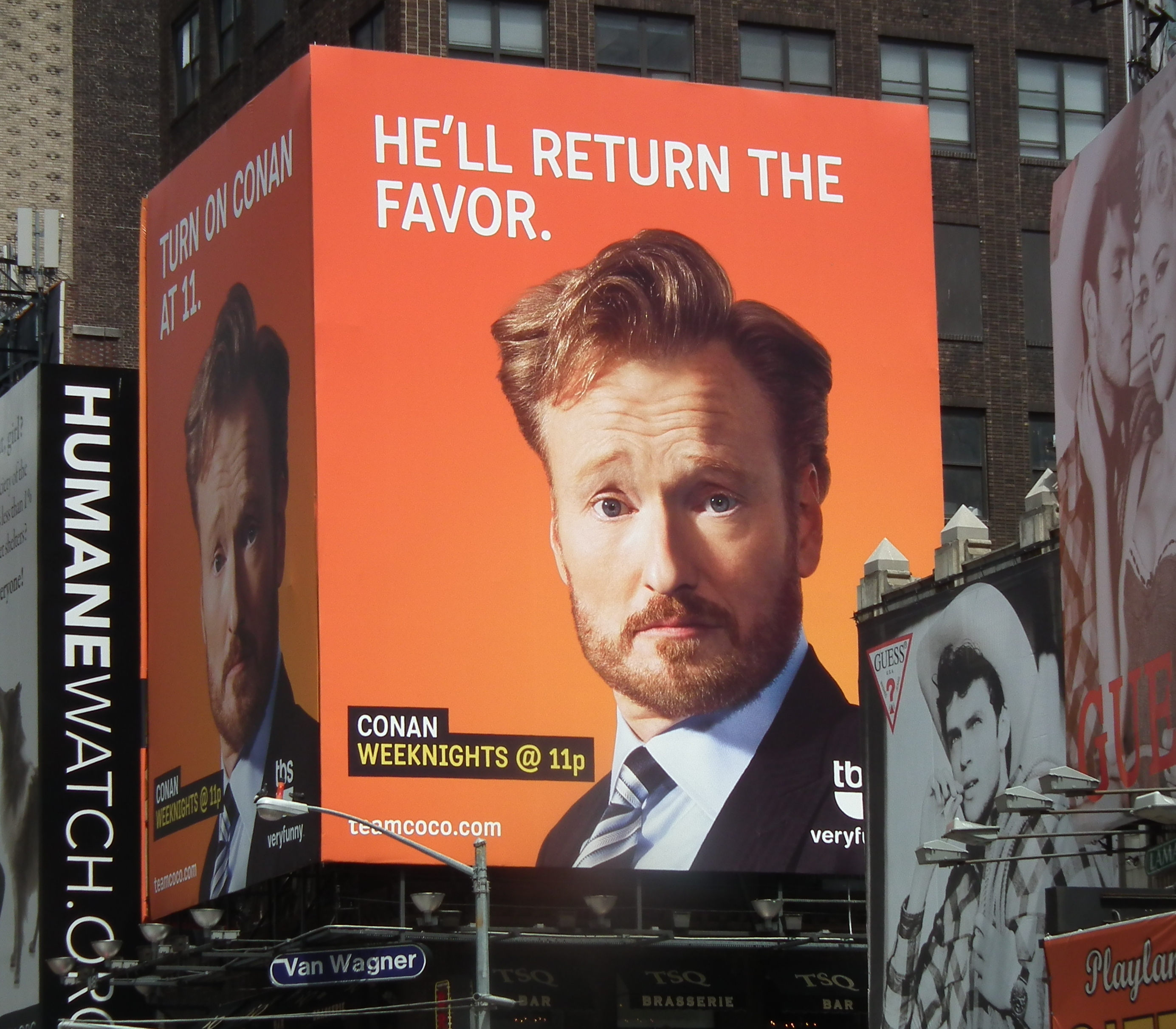
تیزر برنامه جدید conan o'brien در TBS
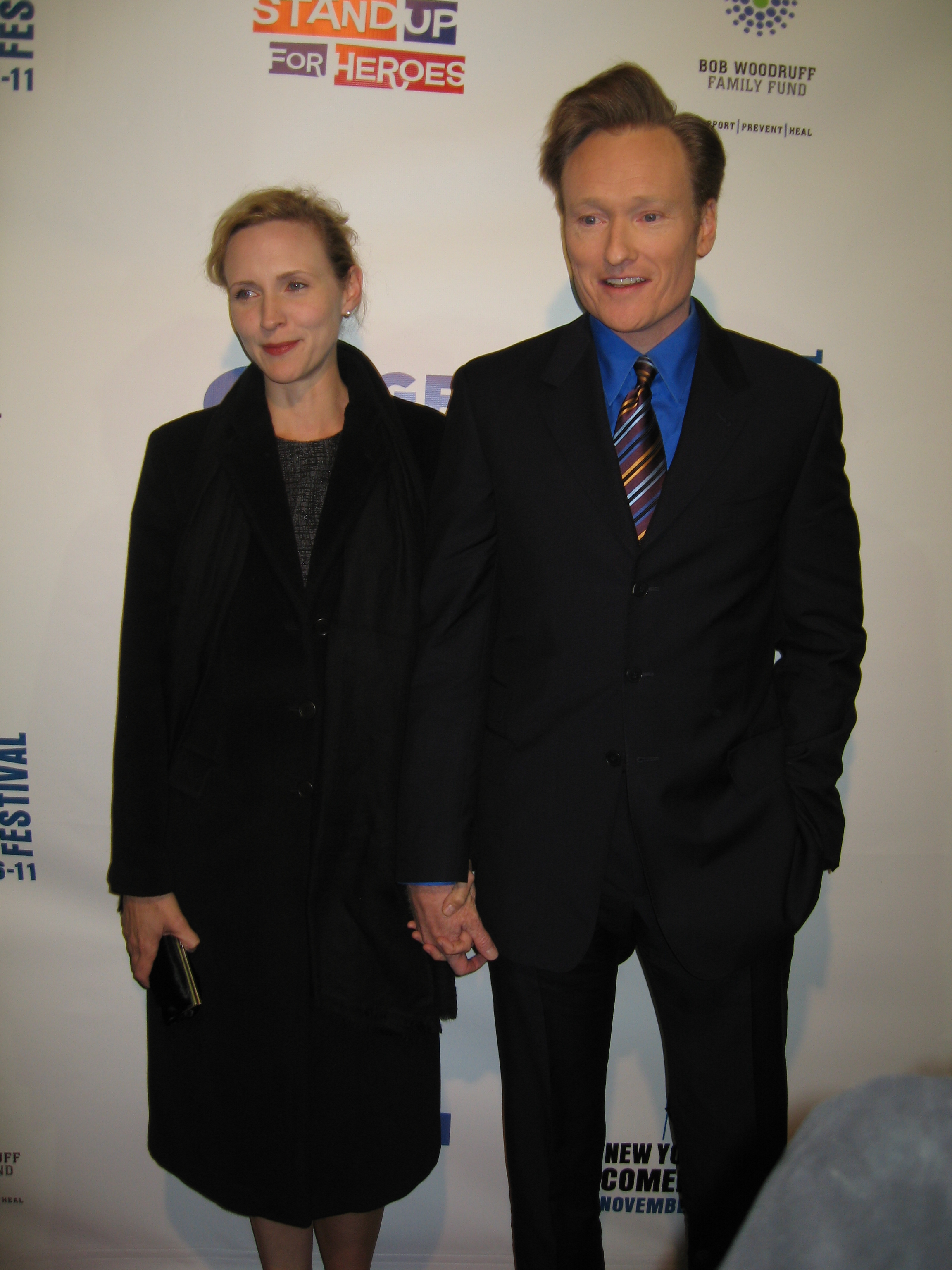
کونان اوبراین در کنار همسرش لایزا ان پاول
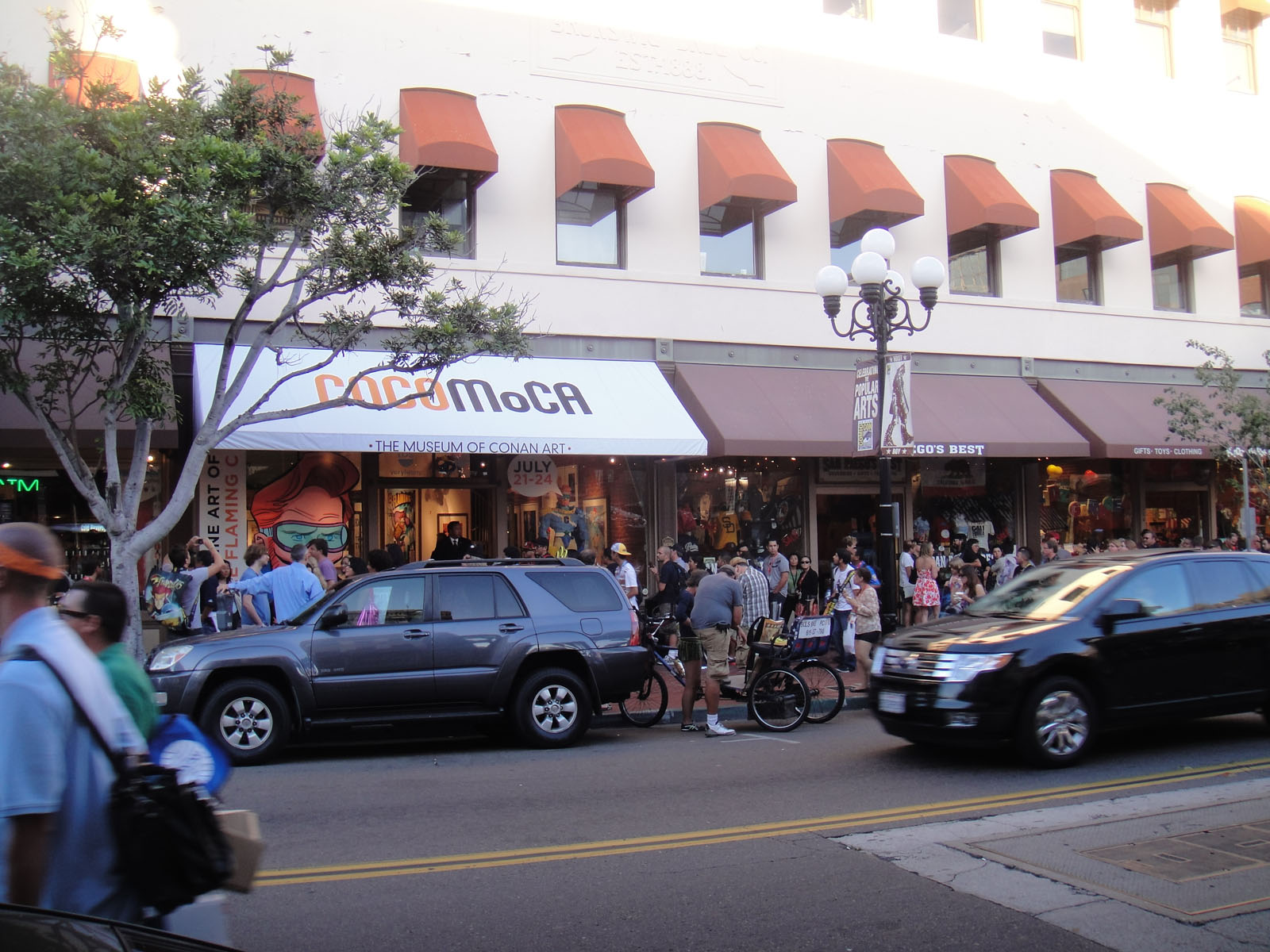
موزه هنری کونان اوبراین در سن دیگو و تجمع علاقه‌مندان در مقابل آن (۲۰۱۱)
  - conan christopher o'brien در حال سخنرانی در مراسم کامیک ان
  - تیزر برنامه جدید conan o'brien در TBS
  - کونان اوبراین در کنار همسرش لایزا ان پاول
  - موزه هنری کونان اوبراین در سن دیگو و تجمع علاقه‌مندان در مقابل آن (۲۰۱۱)
- چارلی رز
- جی لنو
- جان استوارت